# 3074 Попов
3074 Попов (3074 Popov) — астероїд головного поясу, відкритий 24 грудня 1979 року.
Тіссеранів параметр щодо Юпітера — 3,556.